# Przywódca – zwariowana kampania prezydencka
Przywódca – zwariowana kampania prezydencka (oryg. Head of State) – komedia produkcji amerykańskiej z 2003 w reżyserii Chrisa Rocka.

## Obsada
- Stephanie March jako Nicki
- Bernie Mac jako Mitch Gilliam
- Chris Rock jako Mays Gilliam
- Lynn Whitfield jako Debra Lassiter
- Tamala Jones jako Lisa Clark
- Jude Ciccolella jako pan Earl
- Dylan Baker jako Martin Geller
- Robin Givens jako Kim
- Nick Searcy jako Wiceprezydent Lewis
- Wes Johnson jako Woźnica